# 4 februari
4 februari är den 35:e dagen på året i den gregorianska kalendern. Det återstår 330 dagar av året (331 under skottår).

## Återkommande bemärkelsedagar

### Nationaldagar
- Sri Lankas nationaldag (till minne av självständigheten från Storbritannien 1948)

## Namnsdagar

### I den svenska almanackan
- Nuvarande – Ansgar och Anselm
- Föregående i bokstavsordning
  - Anneli – Namnet infördes på dagens datum 1986, men flyttades 1993 till 21 april, där det har funnits sedan dess.
  - Ansa – Namnet infördes på dagens datum 1986, men utgick 1993.
  - Anselm – Namnet infördes 1718, men då på 21 april, till minne av teologen Anselm av Canterbury, som levde på 1000-talet. Det fanns på detta datum fram till 1993, då det istället flyttades till dagens datum, där det har funnits sedan dess.
  - Ansgar – Namnet infördes på dagens datum 1901 och har funnits där sedan dess. Det ersatte då den äldre formen Ansgarius.
  - Ansgarius – Namnet infördes, till minne av Nordens apostel, som levde på 800-talet, på dagens datum 1718 och fanns där fram till 1901, då det utgick till förmån för den modernare formen Ansgar.
  - Veronika – Namnet fanns på dagens datum fram till 1718, då det flyttades till 17 augusti, för att bereda plats för Ansgarius på dagens datum. På den nya platsen fanns det fram till 1776, då det utgick, för att bereda plats åt Verner. 1986 återinfördes det, återigen på 17 augusti, där det fanns fram till 2001, då det flyttades till 30 maj.
- Föregående i kronologisk ordning
  - Före 1718 – Veronika
  - 1718–1900 – Ansgarius
  - 1901–1985 – Ansgar
  - 1986–1992 – Ansgar, Anneli och Ansa
  - 1993–2000 – Ansgar och Anselm
  - Från 2001 – Ansgar och Anselm
- Källor
  - Brylla, Eva (red.): Namnlängdsboken, Norstedts ordbok, Stockholm, 2000. ISBN 91-7227-204-X
  - af Klintberg, Bengt: Namnen i almanackan, Norstedts ordbok, Stockholm, 2001. ISBN 91-7227-292-9

### Finlandssvenska almanackan
- Nuvarande från 2025[1] – Ronja, My, Mio, Caspian
- I föregående revideringar[a][2]
  - 1929–1949 – Agda
  - 1950–1999 – Marianne
  - 2000–2019 – My, Ronja
  - 2020–2024 – Ronja, My, Mio

## Händelser
- 839 – Vid Egberts död efterträds han som kung av Wessex och England av sin son Æthelwulf (denna dag eller i juli samma år).
- 1161 – Den norske kungen Inge Krokrygg stupar i slaget vid Bjørvika och därmed står hans tronrival Håkon Herdebrei ensam i kampen om den norska tronen. Strax därefter utnämns dock hans syssling Magnus Erlingsson till ny kung av Norge i Inges ställe, men istället för att kämpa om makten blir Håkon och Magnus medregenter till varandra.
- 1194 – Den engelske kungen Rikard I Lejonhjärta, som har suttit i österrikisk fångenskap hos den tysk-romerske kejsaren Henrik VI sedan 1192, blir frisläppt sedan England har betalat en lösesumma på 150 000 mark. Denna stora betalning lämnar ett stort hål i de engelska statsfinanserna, vilket ger landet stora ekonomiska problem för lång tid framåt.
- 1789 – Det amerikanska elektorskollegiet väljer enhälligt George Washington till USA:s förste president, genom att han får alla 69 elektorsrösterna. Själva valet har pågått mellan 15 december året före och 10 januari detta år, men då Washington är den ende kandidaten har han erhållit samtliga folkröster. Tre av de dåvarande tretton amerikanska staterna avger inga elektorsröster – North Carolina och Rhode Island har ännu inte ratificerat den amerikanska konstitutionen och är därför inte tillåtna att delta i valet, medan staten New York inte har lyckats utse de åtta elektorer de har tilldelats, på grund av politiskt dödläge i delstatens lagstiftande församling.
- 1792 – Liksom i valet 1789 är George Washington den ende kandidaten i årets amerikanska presidentval. Därför har han erhållit samtliga folkröster och får därmed också samtliga 132 elektorsröster från de dåvarande 15 delstaterna. Det är först i 1796 års val, som det finns fler än en kandidat (John Adams och Thomas Jefferson), så det är först då man kan tala om ett riktigt presidentval.
- 1932 – Olympiska vinterspelen 1932 invigs i Lake Placid av staten New Yorks guvernör Franklin D. Roosevelt. Spelen avslutas 13 februari.
- 1938 – Den tyske rikskanslern och führern Adolf Hitler avskaffar det tyska krigsministeriet och inrättar istället Oberkommando der Wehrmacht (Krigsmaktens överkommando), vilket ger honom direkt kontroll över den tyska krigsmakten. Dessutom avskedar Hitler politiska och militära ledare, som anses vara motståndare mot hans filosofi eller politik. Generalen Werner von Fritsch tvingas avgå som den tyska arméns överbefälhavare efter anklagelser om homosexualitet och efterträds av generalen Walther von Brauchitsch. Utrikesministern baron Konstantin von Neurath avskedas också och efterträds av Joachim von Ribbentrop.
- 1945 – En konferens inleds i Jalta på Krim mellan andra världskrigets allierade ledare, den brittiske premiärministern Winston Churchill, den amerikanske presidenten Franklin D. Roosevelt och den sovjetiske regeringschefen Josef Stalin. Under denna konferens gör Storbritannien, USA och Sovjetunionen upp om hur Europa ska delas upp efter krigets slut.
- 1948 – Den brittiska ö-kolonin Ceylon (nuvarande Sri Lanka utanför Indiens kust) blir självständig från Storbritannien och istället en del av det brittiska samväldet. Dagen är numera Sri Lankas nationaldag.
- 1971 – Det brittiska bil- och flygplansföretaget Rolls-Royce går i konkurs, på grund av en felsatsning inom flygmotorproduktion, och företaget förstatligas och rekonstrueras. 1973 är rekonstruktionen klar och företaget delas då i två delar: Rolls-Royce Motors, som ska ägna sig åt bilproduktion, och Rolls-Royce Holdings, som ska producera flygplansmotorer. 1980 blir bilföretaget uppköpt av Vickers och 1994 inleds ett samarbete med tyska BMW, som 2002 köper hela bilföretaget.
- 1974 – Framlidne amerikanske tidningsmannen och politikern William Randolph Hearsts sondotter Patricia (kallad Patty) blir kidnappad av terroristgruppen Symbiotiska befrielsearmén (SLA). På SLA:s uppmaning betalar familjen Hearst 6 miljoner dollar till välgörande ändamål, för att Patty ska släppas fri. Trots detta förblir hon försvunnen, men visar sig senare ha blivit medlem av SLA och delta i deras verksamhet, troligen efter att ha drabbats av Stockholmssyndromet.
- 1976 – Olympiska vinterspelen 1976 invigs i Innsbruck av Österrikes förbundspresident Rudolf Kirchschläger. Spelen avslutas 15 februari.
- 1987 – Stockholms länspolismästare Hans Holmér blir entledigad från posten som spaningsledare i jakten på förre statsministern Olof Palmes mördare. Han tvingas lämna spaningsgruppen efter kritik mot hans sätt att leda den och han anklagas senare även för att ha kopplingar till Ebbe Carlsson-affären.
- 1991 – Entreprenören och skivbolagsdirektören Bert Karlsson och greven Ian Wachtmeister grundar missnöjespartiet Ny demokrati. I årets svenska riksdagsval får partiet 6,7 procent av rösterna och därmed 25 riksdagsmandat. 1994 åker partiet ur riksdagen och blir sedan ett marginalparti, som fortlever fram till 2000, då det upplöses.
- 1995 – Maria Leissner väljs att efterträda Bengt Westerberg som partiledare för Folkpartiet och blir därmed den första kvinnan på posten. Redan två år senare avgår Leissner och efterträds då av Lars Leijonborg.
- 2003 – Förbundsrepubliken Jugoslavien, som har funnits sedan 1992, då alla jugoslaviska delstater utom Serbien och Montenegro har lämnat Socialistiska federationen Jugoslavien, ombildas till statsförbundet Serbien och Montenegro. Detta existerar fram till 2006, då även Montenegro förklarar sig självständigt och Serbien blir en egen stat.
- 2004 – Den sociala nätverkstjänsten Facebook grundas av de fyra amerikanska studenterna Mark Zuckerberg, Chris Hughes, Dustin Moskovitz och Eduardo Saverin. Till att börja med är tjänsten endast öppen för Harvardstudenter, men öppnas snart för andra universitet och så småningom även för allmänheten, vilket leder till tjänsten på mindre än ett år får över 10 miljoner användare.
- 2006 – Den svenska höjdhopparen Kajsa Bergqvist sätter nytt världsrekord i höjdhopp för damer inomhus, genom att hoppa 2,08 meter under en idrottsgala i Arnstadt i Tyskland, ett rekord som hon fortfarande (2025) innehar.
- 2022 – Olympiska vinterspelen 2022 invigs i Pekings Nationalstadion av den kinesiske ledaren Xi Jinping.
- 2025 – En skolskjutning äger rum i Örebro, där 11 personer dödas och flera skadas.

## Födda
- 1688 – Pierre de Marivaux, fransk författare
- 1740 – Carl Michael Bellman, svensk skald
- 1746 – Tadeusz Kościuszko, polsk och amerikansk frihetskämpe
- 1766 – Thomas Robert Malthus, brittisk nationalekonom
- 1791 – John McLean, amerikansk politiker, senator för Illinois 1824–1825 och från 1829
- 1808 – Josef Kajetán Tyl, tjeckisk författare
- 1811
  - Asa Biggs, amerikansk demokratisk politiker och jurist, senator för North Carolina 1855–1858
  - Pierre-Julien Eymard, fransk romersk-katolsk präst, ordensgrundare och helgon
- 1817 – August Anderson i Västanå, svensk lantbrukare och politiker
- 1820 – David C. Broderick, amerikansk demokratisk politiker, senator för Kalifornien från 1857
- 1842 – Georg Brandes, dansk litteraturkritiker och -forskare
- 1849 – Jean Richepin, fransk författare och poet
- 1856 – Jonas Gifting, svensk korpral
- 1862
  - Hjalmar Hammarskjöld, svensk politiker, landshövding i Uppsala län 1907–1930, Sveriges statsminister 1914–1917, ledamot av Svenska Akademien från 1918
  - Fredrik Fåhræus, domprost i Västerås och riksdagsman
- 1869 – Bill Haywood, amerikansk socialist och fackföreningsman
- 1871
  - Friedrich Ebert, tysk politiker, Tysklands rikskansler 1918–1919 och rikspresident 1919–1925
  - Gerda Lundequist, svensk skådespelare
- 1881 – Kliment Vorosjilov, sovjetisk militär och politiker, Sovjetunionens president 1953–1960
- 1886
  - Sune Almkvist, svensk bandyspelare
  - Hugo Björne, svensk skådespelare
- 1891 – M. Ananthasayanam Ayyangar, indisk politiker, talman indiska parlamentskammaren Lok Sabha 1956–1962
- 1893 – Raymond Dart, australiensisk lärare, professor i anatomi
- 1897 – Ludwig Erhard, tysk politiker, Västtysklands finansminister 1949–1963 och förbundskansler 1963–1966
- 1900
  - Vincent R. Impellitteri, amerikansk demokratisk politiker, New Yorks borgmästare 1950–1953
  - Jacques Prévert, fransk poet
- 1901 – Hans Drakenberg, svensk fäktare, mottagare av Svenska Dagbladets guldmedalj 1935
- 1902 – Charles Lindbergh, amerikansk flygare och författare
- 1906
  - Dietrich Bonhoeffer, tysk luthersk präst, teolog och martyr, motståndskämpe mot nazismen och företrädare för Bekännelsekyrkan
  - Primo Carnera, italiensk boxare, världsmästare i tungvikt 1933
  - Clyde Tombaugh, amerikansk astronom, upptäckare av dvärgplaneten Pluto
- 1912 – Byron Nelson, amerikansk golfspelare
- 1913 – Rosa Parks, amerikansk medborgarrättskämpe
- 1914
  - Alf Jörgensen, svensk filmproducent, manusförfattare och sångtextförfattare
  - Ida Lupino, amerikansk skådespelare
- 1920 – Sten Sture Modéen, svensk skådespelare och kortfilmsregissör
- 1925
  - Arne Åhman, svensk friidrottare, olympisk guldmedaljör i tresteg 1948
  - Russell Hoban, amerikansk-brittisk författare
- 1929 – Reino Börjesson, svensk fotbollsspelare, VM-silver 1958
- 1937 – David Newman, amerikansk manusförfattare
- 1938 – Donald W. Riegle, amerikansk politiker, senator för Michigan 1976–1995
- 1947
  - Sanford Bishop, amerikansk demokratisk politiker
  - Dennis C. Blair, amerikansk amiral
  - Dan Quayle, amerikansk politiker, USA:s vicepresident 1989–1993
- 1948 – Vincent Damon Furnier, amerikansk rockmusiker med artistnamnet Alice Cooper
- 1949 – Michael Beck, amerikansk skådespelare
- 1951 – Patrick Bergin, irländsk skådespelare
- 1953 – Li Brådhe, svensk skådespelare
- 1954 – Stephan Larsen, svensk litteraturvetare och -kritiker
- 1955
  - Mikuláš Dzurinda, slovakisk politiker, Slovakiens premiärminister 1998–2006
  - Göran Forsmark, svensk skådespelare
- 1957 – Don Davis, amerikansk filmmusikkompositör
- 1958 – Kjell Ola Dahl, norsk författare
- 1967 – Felix Herngren, svensk skådespelare och regissör
- 1969 – Anna Charlotta Gunnarson, svensk journalist och författare
- 1971 – Eric Garcetti, amerikansk politiker, borgmästare i Los Angeles
- 1975 – Natalie Imbruglia, australisk sångare
- 1977 – Gavin DeGraw, amerikansk musiker
- 1979 – Giorgio Pantano, italiensk racerförare

## Avlidna
- 211 – Septimius Severus, 65, romersk kejsare sedan 193
- 708 – Sisinnius, påve sedan 15 januari detta år
- 839 – Egbert, omkring 67 eller 69, kung av Wessex sedan 802
- 1161 – Inge Krokrygg, 25, kung av Norge sedan 1136 (stupad i slaget vid Bjørvika)
- 1508 – Konrad Celtes, 59, tysk humanist
- 1694 – Natalja Narysjkina, 42, rysk tsaritsa, mor till Peter den store
- 1703 – Mauritz Nilsson Posse, 79, svensk kammarjunkare, riksdagsledamot, landshövding, friherre och landshövding i Västmanlands län
- 1787 – Pompeo Batoni, 78, italiensk målare
- 1805 – John Sloss Hobart, 66, amerikansk jurist och politiker, senator för New York 1798
- 1809 – Philemon Dickinson, 69, amerikansk politiker, senator för New Jersey 1790–1793
- 1884 – Henry Cooper, 56, amerikansk demokratisk politiker och jurist, senator för Tennessee 1871–1877
- 1889 – Franz von Holtzendorff, 59, tysk liberal jurist och skriftställare
- 1895 – Mahlon Dickerson Manson, 74, amerikansk demokratisk politiker och militär, kongressledamot 1871–1873
- 1908 – Eli C.D. Shortridge, 77, amerikansk politiker, guvernör i North Dakota 1893–1895
- 1928 – Hendrik Lorentz, 74, nederländsk matematiker och fysiker, mottagare av Nobelpriset i fysik 1902
- 1934 – Johan Gustaf Richert, svensk vattenbyggnadsingenjör och politiker
- 1940 – Nikolaj Jezjov, 44, sovjetisk politiker, chef för sovjetiska säkerhetspolisen NKVD
- 1942 – Fountain L. Thompson, 87, amerikansk demokratisk politiker, senator för North Dakota 1909–1910
- 1954
  - Billy Adams, 92, amerikansk demokratisk politiker, guvernör i Colorado 1927–1933
  - Ragnar Widestedt, 66, svensk skådespelare, sångare, kompositör och regissör
- 1965 – H.-K. Rönblom, 63, svensk deckarförfattare
- 1980 – Camara Laye, 52, guineansk författare
- 1983
  - Asta Wickman, 87, svensk översättare av ryskspråkig litteratur
  - Karen Carpenter, 32, amerikansk sångare i gruppen The Carpenters
- 1987 – Liberace, 67, amerikansk pianist och underhållare
- 1995 – Patricia Highsmith, 74, amerikansk författare
- 1999 – Viola Sandell, 88, svensk arbetsvårdsinspektör och socialdemokratisk politiker
- 2002 – Sigvard Bernadotte, 94, svensk formgivare, tidigare hertig av Uppland, greve av Wisborg
- 2003 – Mille Schmidt, 80, svensk skådespelare, revyartist och regissör
- 2005
  - Ossie Davis, 87, amerikansk skådespelare, regissör, producent och pjäsförfattare
  - Nils Egerbrandt, 78, svensk serietecknare
- 2009
  - Arnljot Eggen, 85, norsk författare
  - Christophe Dupouey, 40, fransk tävlingscyklist
- 2011
  - Lena Nyman, 66, svensk skådespelare
  - Martial Célestin, 97, haitisk politiker, Haitis premiärminister 1988
  - Michael Habeck, 66, tysk skådespelare
  - Olga Lopes-Seale, 92, guyansk-barbadisk radiopersonlighet och sångare
  - Tura Satana, 72, japansk-amerikansk skådespelare och dansare
- 2012
  - Florence Green, 110, brittisk kvinna, den sista överlevande av de som deltog i första världskriget
  - Anders Öhrwall, 79, svensk dirigent och körledare
  - János Sebestyén, 80, ungersk pianist
- 2013
  - Bror Jacques de Wærn, 85, svensk heraldiker
  - Reg Presley, 71, brittisk sångare och låtskrivare i gruppen The Troggs
- 2014 – Sten G. Camitz, 88, svensk regissör, fotograf, klippare och filosof
- 2015
  - Siv Arb, 83, svensk poet, översättare och litteraturkritiker
  - Rune Ericson, 90, svensk filmfotograf och regissör
- 2016 – Marlow Cook, 89, amerikansk republikansk politiker, senator för Kentucky 1968–1974
- 2018 – John Mahoney, 77, brittisk-amerikansk skådespelare
- 2019 – Yvonne Brosset, 83, svensk balettdansös och skådespelare
- 2024 – Kurt Hamrin, 89, svensk fotbollsspelare, VM-silver 1958